# Gentiana saponaria
Gentiana saponaria är en gentianaväxtart som beskrevs av Carl von Linné. Gentiana saponaria ingår i släktet gentianor, och familjen gentianaväxter. Inga underarter finns listade i Catalogue of Life.